# Wurmberg (Naturschutzgebiet)
Der Wurmberg ist ein 183 ha großes, zweiteiliges Naturschutzgebiet (NSG-Nr.: BR 140) am Wurmberg im Stadtgebiet von Braunlage in Niedersachsen. Das Gebiet steht seit dem 26. Oktober 2006 unter Naturschutz. Die zuständige untere Naturschutzbehörde ist der Landkreis Goslar.

## Geographische Lage
Das aus seinem Nord- und Südteil bestehende Naturschutzgebiet liegt im Oberharz innerhalb des Naturparks Harz nordnordwestlich bis nördlich von Braunlage am West- und Südwesthang des Wurmberges. Während sein Nordteil im Westen und Norden an den Nationalpark Harz grenzt, stößt sein Südteil nur im Westen an diesen Park. Zumeist entlang dieser Parkgrenze wird der Nordteil im Westen von der Großen Bode tangiert, dem linken Quellbach der Warmen Bode, die am Unteren Bodefall wiederum den Südteil im Südwesten tangiert; der Obere Bodefall liegt an der Großen Bode etwas westlich vom Südteil. Östlich vorbei am Südteil führt die Wurmbergseilbahn. Westlich von deren Mittelstation steht am Ostrand des Südteils das Rodelhaus und im Südteil liegen die Große Wurmbergklippe (Große Klippe) und der Wurmbergsteinbruch. Nordwestlich des Nordteils liegt das Rote Bruch als Nachbar des Oderbruchs. Direkt südöstlich des Südteils stehen die Brockenwegschanzen.

## Beschreibung
Im Naturschutzgebiet „Wurmberg“ sind Teilflächen des zum 10. April 1954 ausgewiesenen Naturschutzgebietes „Oberharz“ aufgegangen. Für weitere Teile des Naturschutzgebietes „Oberharz“ auf dem Wurmberg wie auch für die Teilflächen „Eckerstaumauer“ an der Eckertalsperre und „Kellwasser“ westlich von Torfhaus wurde der Naturschutzstatus aufgehoben. Sie sind im Landschaftsschutzgebiet „Harz (Landkreis Goslar)“ aufgegangen. Im Bereich des Wurmberges ist eine Ausweitung der touristischen Nutzung vorgesehen.
Das Naturschutzgebiet wird überwiegend von Fichtenbeständen geprägt, die hier anstelle der natürlicherweise vorkommenden Laub- und Mischwälder stocken. Daneben sind kleinflächig Fichtenbruchwälder auf entwässerten Hoch- und Übergangsmooren zu finden. In Teilen der Moore wurden im Sommer 2020 Entwässerungsgräben verschlossen, um Wasser zurückzuhalten und die Moore so zu vernässen. Entlang von Bächen mit ihren Quellbereichen stocken Erlen-Eschenwälder und Weiden-Sumpfgebüsche. Die naturfernen Fichtenwälder sollen zu naturnahen Laub- und Mischwäldern entwickelt werden. 
Im Naturschutzgebiet sind Felsen, Felskomplexe und -klippen (wie die Große Klippe) sowie natürliche Block- und Geröllhalden zu finden. Hier wachsen Flechten, Drahtschmiele und Zwergsträucher wie Heidelbeere und Heidekraut. Ebenfalls ins Naturschutzgebiet einbezogen ist der unterhalb der „Großen Klippe“ liegende, aufgelassene Wurmbergsteinbruch, in dem Wurmberg-Granit abgebaut wurde.
Auf dem Wurmberg gibt es mehrere Wanderwege, die teilweise auch durch das Naturschutzgebiet führen.